# Море Короля Гокона VII

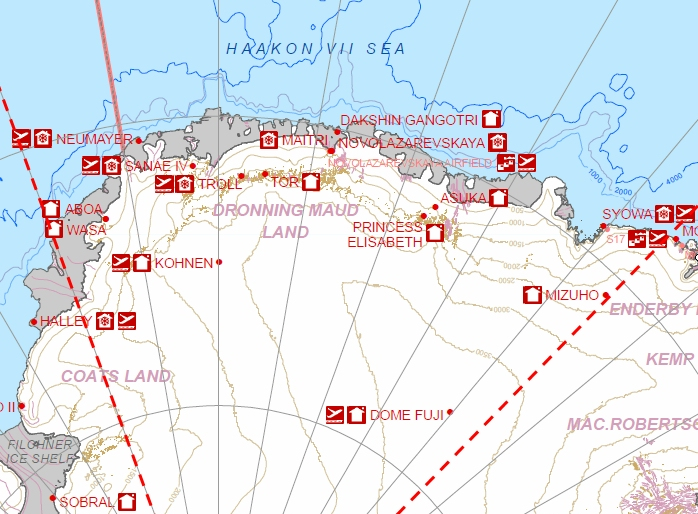
Карта місцевості, море Короля Гокона VII.

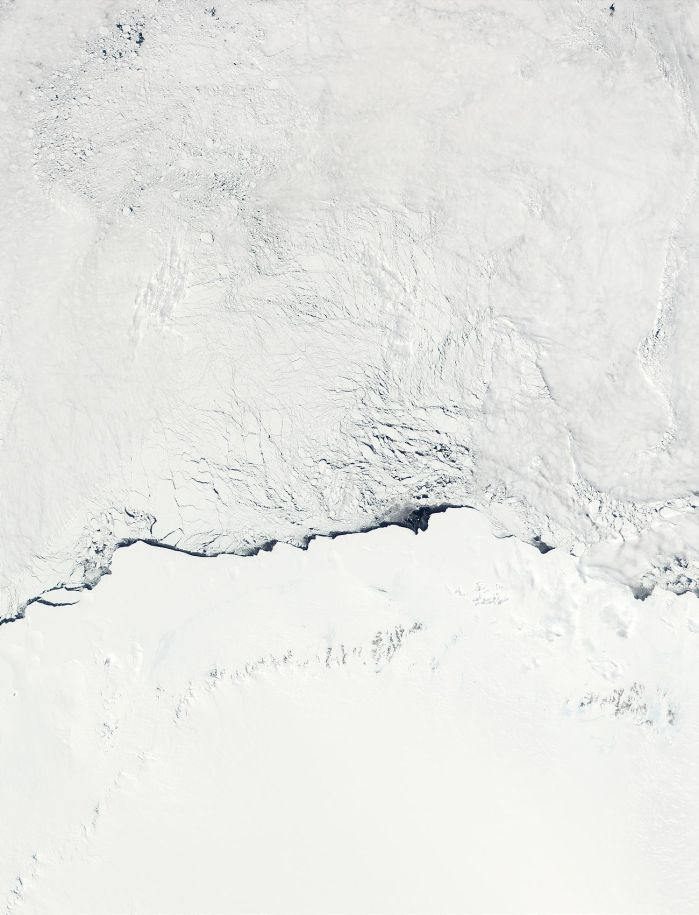
Море Короля Гокона VII біля узбереж Берега Принцеси Марти, Принцеси Астрід і Принцеси Рагнхілль.

Море Короля Гокона VII (норв. Kong Haakon VII Hav) — околичне море в атлантичному секторі Південного океану біля берегів Східної Антарктики.

## Географія
З міжнародної точки зору море Короля Гокона VII лежить між морем Ведделла і морем Лазарєва, і, таким чином, море простягається уздовж Берега Принцеси Марти від мису Норвегія (12°18' зх. д.) в крайній східній точці моря Ведделла, до шельфового льодовика Фімбал недалеко від нульового меридіана (0°0'), який визнаний західною межею моря Лазарєва.
З норвезької точки зору, яка не визнає море Лазарєва, воно розташоване вздовж усього узбережжя Землі Королеви Мод між 20° зх. д. і 45° сх. д., і тягнеться приблизно на 10 090 кілометрів від льодовика Станкомб-Вільс (19° зх. д.) на Березі Принцеси Марти на заході і до льодовика Шиннан (44°38' сх. д.) на східній межі Берега Принца Олафа на сході.
Море більшу частину року вкрите кригою. Восени пакові льоди не розпадаються до весни. Грубими координатами моря є 67°00'00" пд. ш. 20°00'00" сх. д.
Область є важливим середовищем існування для тюленів Росса.

## Історія
Судячи з усього, першою у водах моря побувала Перша російська антарктична експедиція 1819—1821 років під керівництвом Фадея Беллінсгаузена і Михайла Лазарєва. Найбільш знаменна подія цього плавання відбулася 16 (28) січня 1820 року, коли моряки вперше в історії побачили шельфові льодовики Антарктиди (шельфовий льодовик Беллінсгаузена біля Берега Принцеси Марти).
Море назване на честь першого короля Норвегії Гокона VII після розірвання Шведсько-Норвезької унії.